# NASA

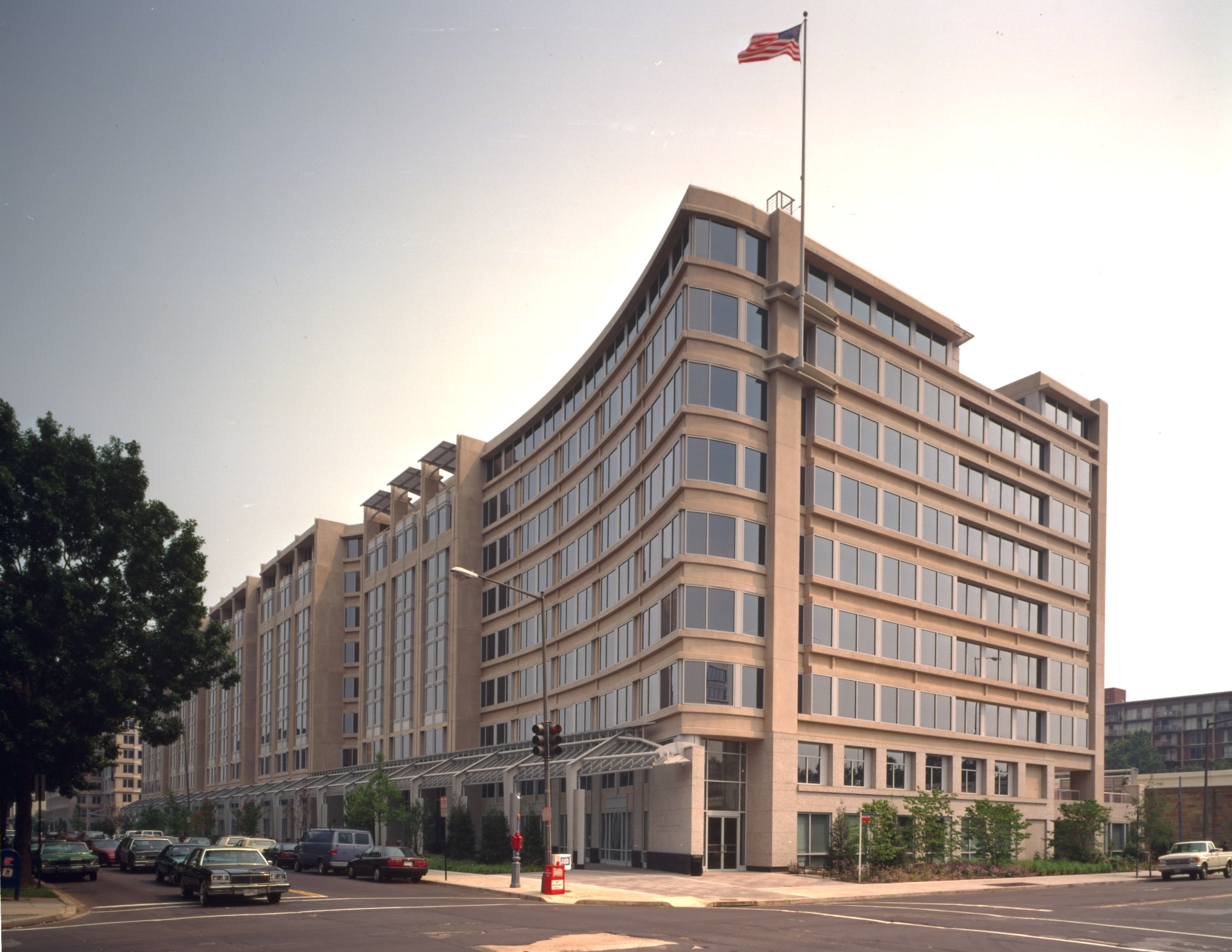
NASA:s huvudkontorsbyggnad i Washington, D.C.

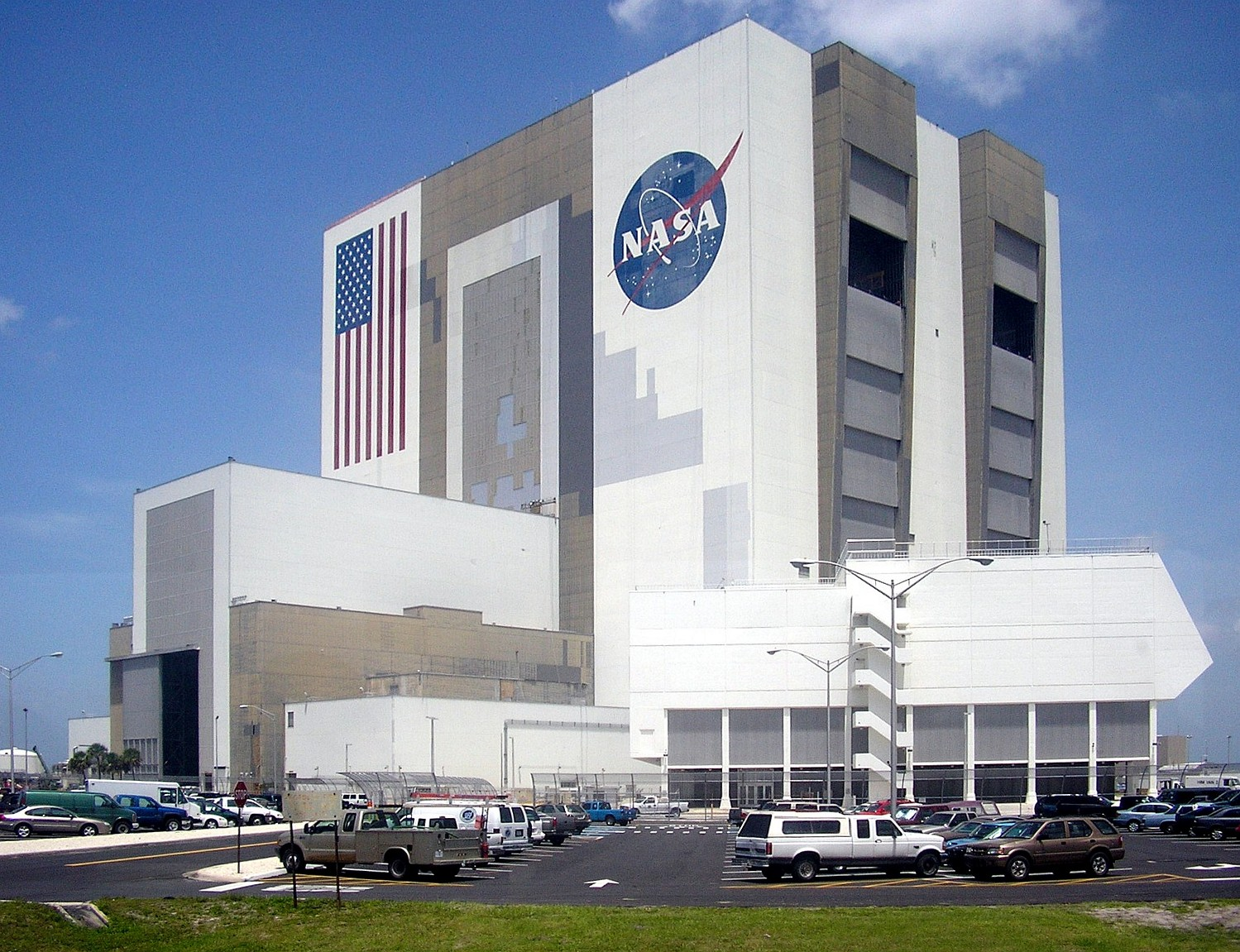
NASA:s Kennedy Space Center.

National Aeronautics and Space Administration (NASA) är USA:s fristående myndighet för rymdfart och rymdforskning. 
NASA grundades 1958 som en direkt följd av Sovjetunionens uppskjutning av Sputnik 1.

## Historia
Efter att Sovjetunionen skickat upp världens första artificiella satellit började den amerikanska kongressen och president Dwight D. Eisenhower arbeta fram en ny federal myndighet som skulle skapas för att ta hand om alla rymdaktiviteter. Den 29 juli 1958 skrev Eisenhower på National Aeronautics and Space Act of 1958 och därmed var Nasa bildat. Från början var det bara fyra laboratorier och omkring 8 000 anställda som tidigare arbetat för NACA, USA:s gamla aeronautiska myndighet. Det uppstod en rymdkapplöpning mellan Sovjetunionen och USA, vars relationer redan var anspända på grund av kalla kriget. Nasas första uppdrag var att forska och utveckla bemannade rymdfärder genom Mercuryprogrammet.

## Bemannade program

### Mercuryprogrammet
Mercuryprogrammet var Nasas första lyckade bemannade rymdprogram. Det höll på från 1959 till 1963 och det skickades upp totalt 20 kapslar. Målet var i första hand att ta reda på om människor kunde överleva i rymden. Kapslarna var mycket små, endast 1,7 kubikmeter och det var knappt att en person fick plats i dem.

### Geminiprogrammet
Geminiprogrammet var Nasas andra rymdprogram och höll på från 1963 till 1966. Den var en fortsättning på Mercuryprogrammet och hade som mål att förbereda inför Apolloprogrammet genom att utveckla dockningsmöjligheter och andra tekniker som behövdes för att landa på månen. Det gjordes tolv uppskjutningar varav tio var bemannande.

### Apolloprogrammet
Apolloprogrammet var från början tänkt att skicka människor nära månen men efter president John F. Kennedys uttalande om att han tänkte sätta människor på månen innan 1970 ändrades inriktningen till att landa på månen. Den första tänkta färden i Apolloprogrammet var Apollo 1, men den slutade i tragedi. Alla tre ombord omkom i en brand i kapseln. Från 1961 till 1972 gjordes det 33 uppskjutningar. Apollo 11 var det första uppdraget att landa på månen. Inom detta program utvecklades också den största raket som någonsin byggts, nämligen Saturn V.

### Skylab
Skylab var NASA:s första rymdstation och låg i bana runt jorden mellan 14 maj 1973 och 11 juli 1979 och var bemannad i totalt 171 dagar och 13 timmar av tre olika tremannalag.

### Apollo-Sojuz-testprojektet
Apollo-Sojuz-testprojektet var ett samarbete mellan USA och Sovjetunionen under första halvan av 1970-talet. Höjdpunkten var dockning mellan en Apollo-farkost och en Sojuz-farkost i omloppsbana runt jorden, i juli 1975.

### Rymdfärjor
Rymdfärjor börjades utvecklas i slutet av 1960-talet och rymdfärjeprogrammet (STS Space Shuttle) avslutades 2011. Första uppskjutningen gjordes i april 1981 och den sista i juli 2011, totalt 135 uppskjutningar. 1986 havererade rymdfärjan Challenger och 2003 havererade Columbia. De tre kvarvarande färjorna, Discovery, Atlantis och Endeavour är nu "pensionerade" och tillsammans med flera fullskaliga modeller som användes under utvecklingen av rymdfärjan, finns de numera att beskåda på flera olika amerikanska museer.

### International Space Station
International Space Station, ISS, är en rymdstation som gjorts av sex rymdstyrelser tillsammans: USA, Ryssland, Kanada, Japan, Brasilien och ESA. ISS första modul skickades upp 20 november 1998.

### MPCV
Denna är tänkt som ersättare till rymdfärjorna. Projektet presenterades av NASA den 24 maj 2011. MPCV är sprungen ur Constellationprogrammets kapsel – Orion.
Constellationprogrammet var Nasas projekt som skulle ha gett USA ett nytt framtida bemannat rymdflygningsprogram för att ersätta rymdfärjorna då dessa skulle tas ur bruk. I och med president Obamas budget för FY2011, som presenterades den 1 februari 2010, upphörde finansieringen av utvecklandet av raketer, kapsel och månlandare. President Obamas plan var att de amerikanska astronauterna skulle "lifta" med ryska Sojuz-kapslar till ISS. Den 3 april 2014 kom ett memo ut som uppgav att samarbetet mellan NASA och Ryssland bröts, med undantag för ISS. Detta är en i raden av de sanktioner som USA riktat mot Ryssland gällande annekteringen av Krim-halvön. NASA har nu börjat se över kommersiella alternativ för att transportera astronauter, med början år 2017.

## Obemannade projekt

### Färder till månen

#### Pioneerprogrammet
Det första Nasa ville nå var månen, men man hade problem med de första sonderna. I augusti 1958 exploderade Pioneer 0 efter bara 77 sekunders färd. I oktober samma år störtade Pioneer 1 i Stilla havet. I november misslyckades man med uppskjutningen av Pioneer 2, och i december 1958 föll Pioneer 3 ner mot jorden igen i Centralamerika. Dessa sonder var väldigt lätta jämfört med andra sonder; Pioneer 4 vägde bara sex kilo. Pioneer 4 var också den första sonden att nå månen (ett avstånd på 348 000 km), men av oförklarliga skäl fungerade inte bildöverföringen.

#### Rangerprogrammet
Rangerfarkosterna var mycket mer avancerade än de föregående amerikanska sonderna. Syftet med rangersonderna var att en liten kapsel skulle kraschlanda på månens yta. Dessa "självmordsonder" var utrustade med en kamera som skulle filma tills den krossades av nedslaget. Från den sista Rangersonden, Ranger 9 kunde man se detaljer ned till 30 centimeter i diameter.

#### Surveyorprogrammet
Surveyorprogrammet var USA:s första program för att landa en sond på månen. Den första landaren nådde ytan i maj 1966. När farkosten närmade sig månens yta efter 63 timmars färd slogs fyra små raketer på tills den stod i det närmaste stilla fyra meter över ytan, varefter den fick falla fritt. Landarna var utrustade med kameror som kunde rotera ett helt varv. Under en sexveckorsperiod sände Surveyorlandaren över 11 500 bilder tillbaka till jorden. Även de nästföljande sonderna lyckades landa på ytan och sände ungefär lika många bilder. Surveyor 5 hade specialutrustning för att kunna analysera ytmaterialet, det var första gången en sådan analys gjorts.

#### Orbiterprogrammet
Orbitersonderna skulle kartlägga hela månen för att hitta landningsplatser för Apolloprogrammet. Från augusti 1966 placerades under ett år fem Orbitersonder i bana kring månen. De fotograferade mer än fem miljoner kvadratkilometer möjlig landningsplats och genomförde den första fullständiga kartläggningen av månens baksida. En intressant teknisk lösning var att man framkallade alla bilder ombord, varefter de genomgick en elektronisk skanning och sändes till jorden.
- Clementine
- Lunar Prospector
- Moon Mineralogy Mapper (Planerad för 2007)
- Lunar Reconnaissance Orbiter
- LADEE (Planerad för 2013)

### Färder till Merkurius
- Mariner 10
- MESSENGER

### Färder till Venus
- Mariner 2, 5 and 10
- Pioneer Venus
- Magellan

### Färder till Mars
- Mariner 4, 6, 7, 8 and 9
- Viking 1 and 2
- Mars Observer
- Mars Pathfinder
- Mars Climate Orbiter
- Mars Polar Lander
- Mars Global Surveyor
- 2001 Mars Odyssey
- Mars Exploration Rovers
  - Spirit
  - Opportunity
- Mars Reconnaissance Orbiter
- Phoenix
- Mars Science Laboratory
  - Perseverance
  - Ingenuity
- Insight

### Färder till Jupiter
- Pioneer 10
- Galileo
- Juno

### Färder till Saturnus
- Cassini-Huygens tillsammans med ESA

### Färder till Pluto
- New Horizons

### Mångplanetfärder
- Pioneer 11 – Jupiter och Saturnus
- Mariner 10 – Venus och Merkurius
- Voyager 1 – Jupiter och Saturnus
- Voyager 2 – Jupiter, Saturnus, Uranus och Neptunus

### Färder till asteroider och kometer
- NEAR Shoemaker
- Deep Space 1
- Stardust
- Dawn
- OSIRIS-REx

### Färder till solen
- SOHO tillsammans med ESA
- Ulysses tillsammans med ESA
- STEREO
- Parker Solar Probe

### Rymdteleskop
- Rymdteleskopet Hubble tillsammans med ESA
- Compton Gamma Ray Observatory
- Chandra X-ray Observatory
- Spitzer Space Telescope
- COBE
- FUSE
- Infrared Astronomical Satellite
- WMAP
- Kepler
- James Webb Space Telescope

## Tekniska centra
Utöver högkvarteret i Washington, D.C. har Nasa flera andra installationer som driver olika verksamheter.
- Ames Research Center i Moffett Field i Kalifornien
- Dryden Flight Research Center i Edwards i Kalifornien
- John H. Glenn Research Center at Lewis Field i Cleveland i Ohio
- Goddard Space Flight Center i Greenbelt i Maryland
  - Goddard Institute for Space Studies i New York
  - Independent Verification and Validation Facility i Fairmont i West Virginia
  - Wallops Flight Facility i Wallops Island i Virginia
- Jet Propulsion Laboratory vid Pasadena i Kalifornien
  - Deep Space Network-stationerna:
    - Goldstone Deep Space Communications Complex i Barstow i Kalifornien
    - Madrid Deep Space Communication Complex i Madrid i Spanien
    - Canberra Deep Space Communications Complex i Canberra i Australien
- Lyndon B. Johnson Space Center i Houston i Texas
  - White Sands Test Facility i Las Cruces i New Mexico
- John F. Kennedy Space Center i Florida
- Langley Research Center i Hampton i Virginia
- George C. Marshall Space Flight Center i Huntsville i Alabama
  - Michoud Assembly Facility i New Orleans i Louisiana
- John C. Stennis Space Center i Bay St. Louis i Mississippi

## Galleri

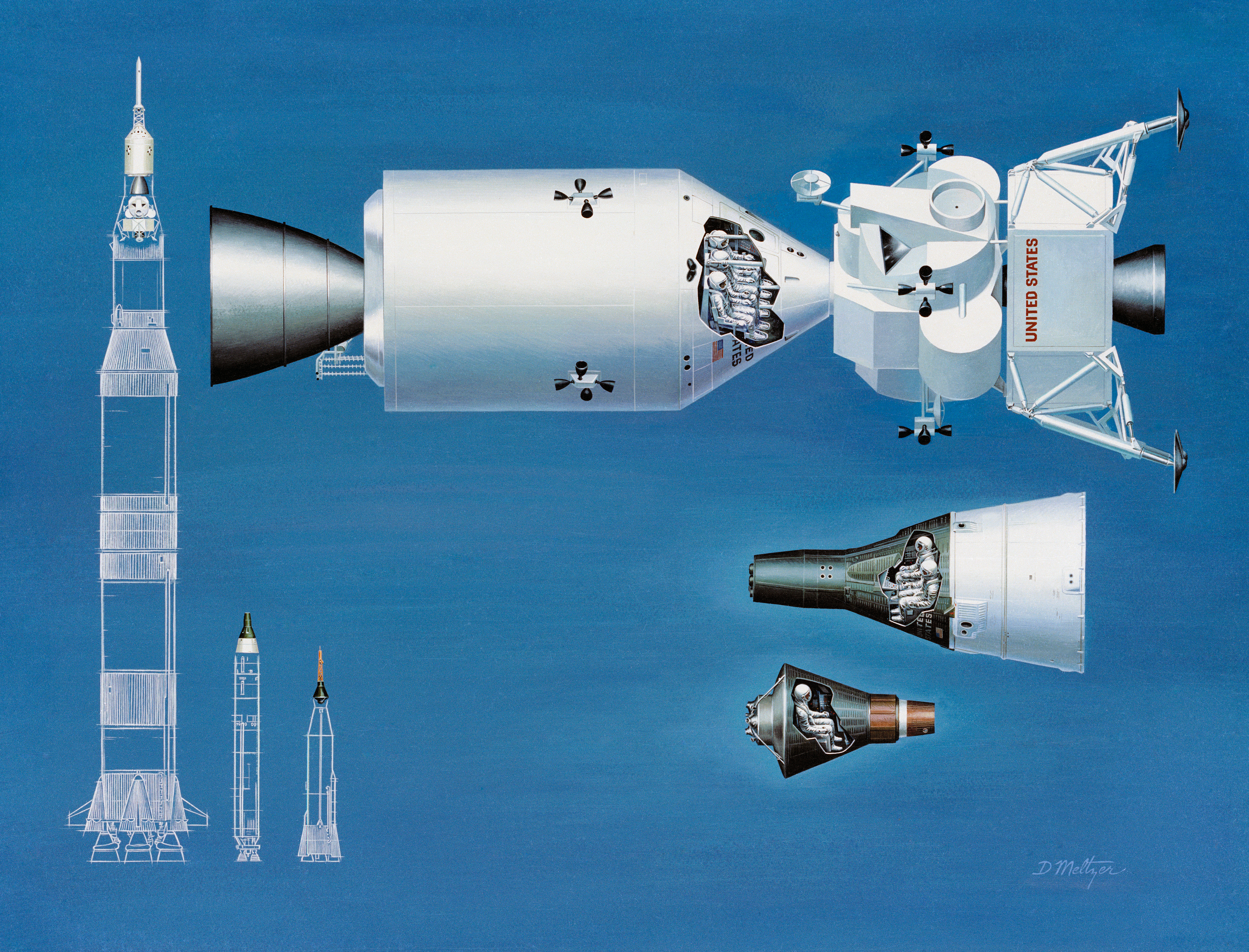
Uppifrån: Apollo-, Gemini- och Mercurykapseln.
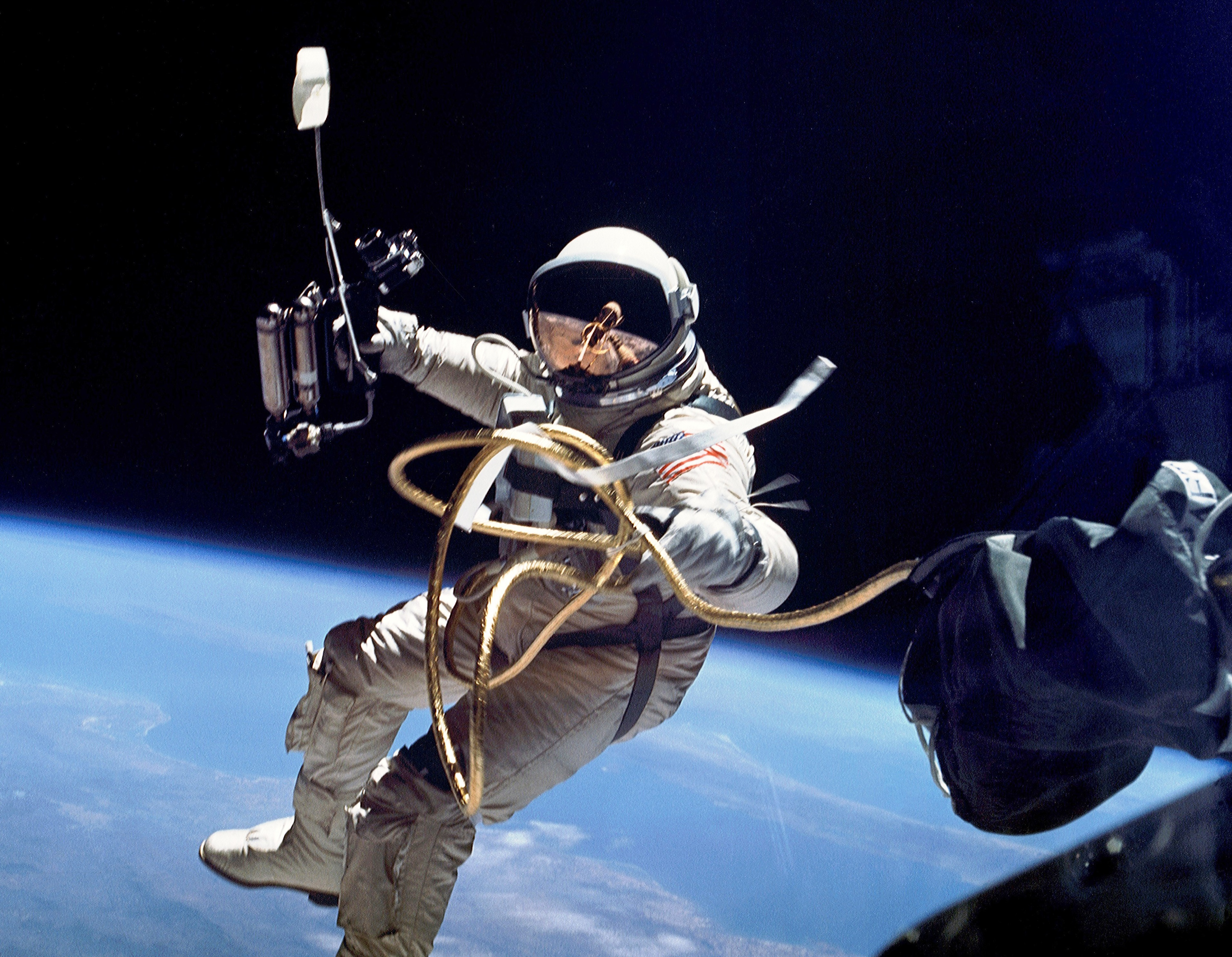
Ed White gör USA:s första rymdpromenad
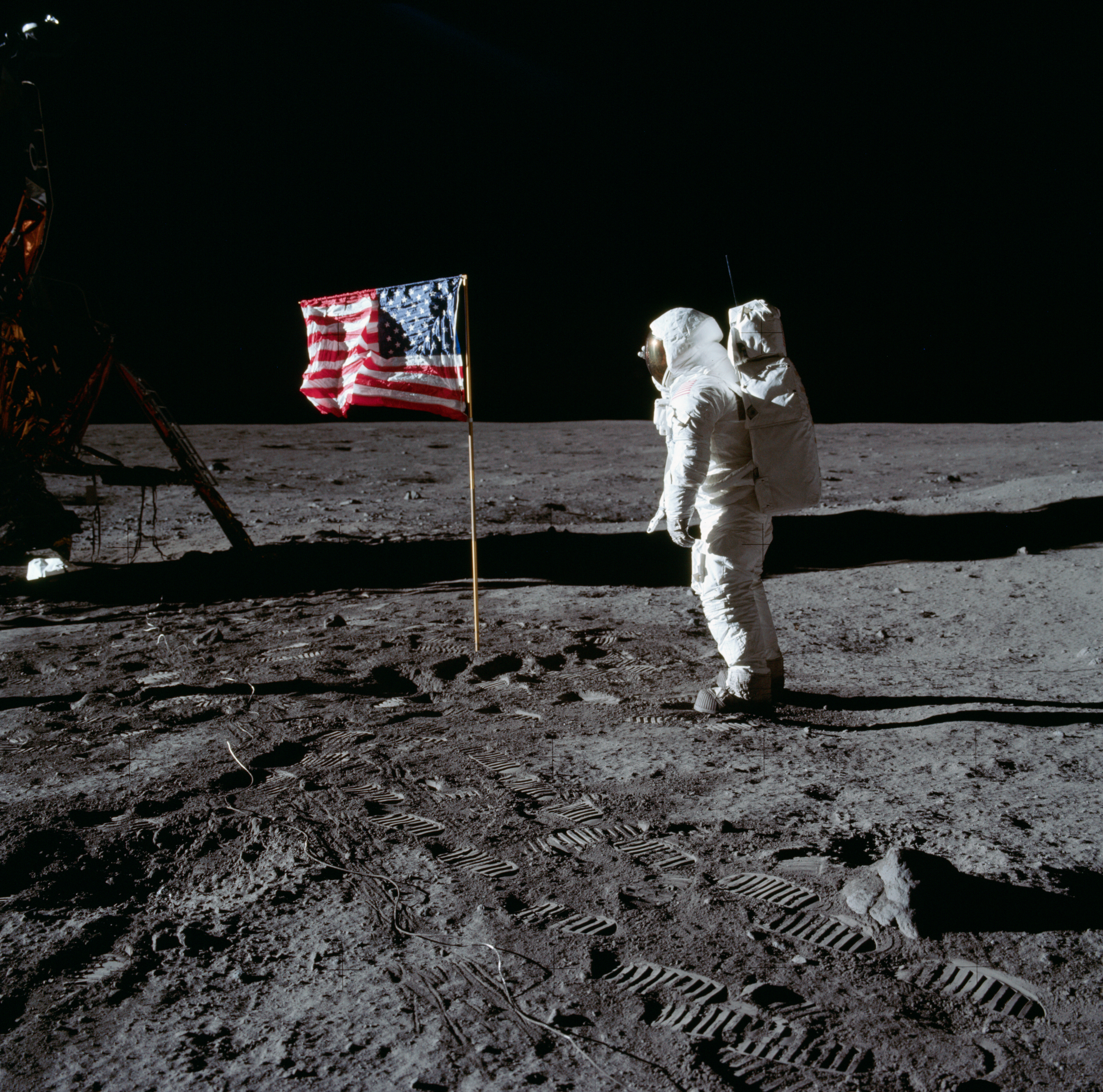
Buzz Aldrin på månen
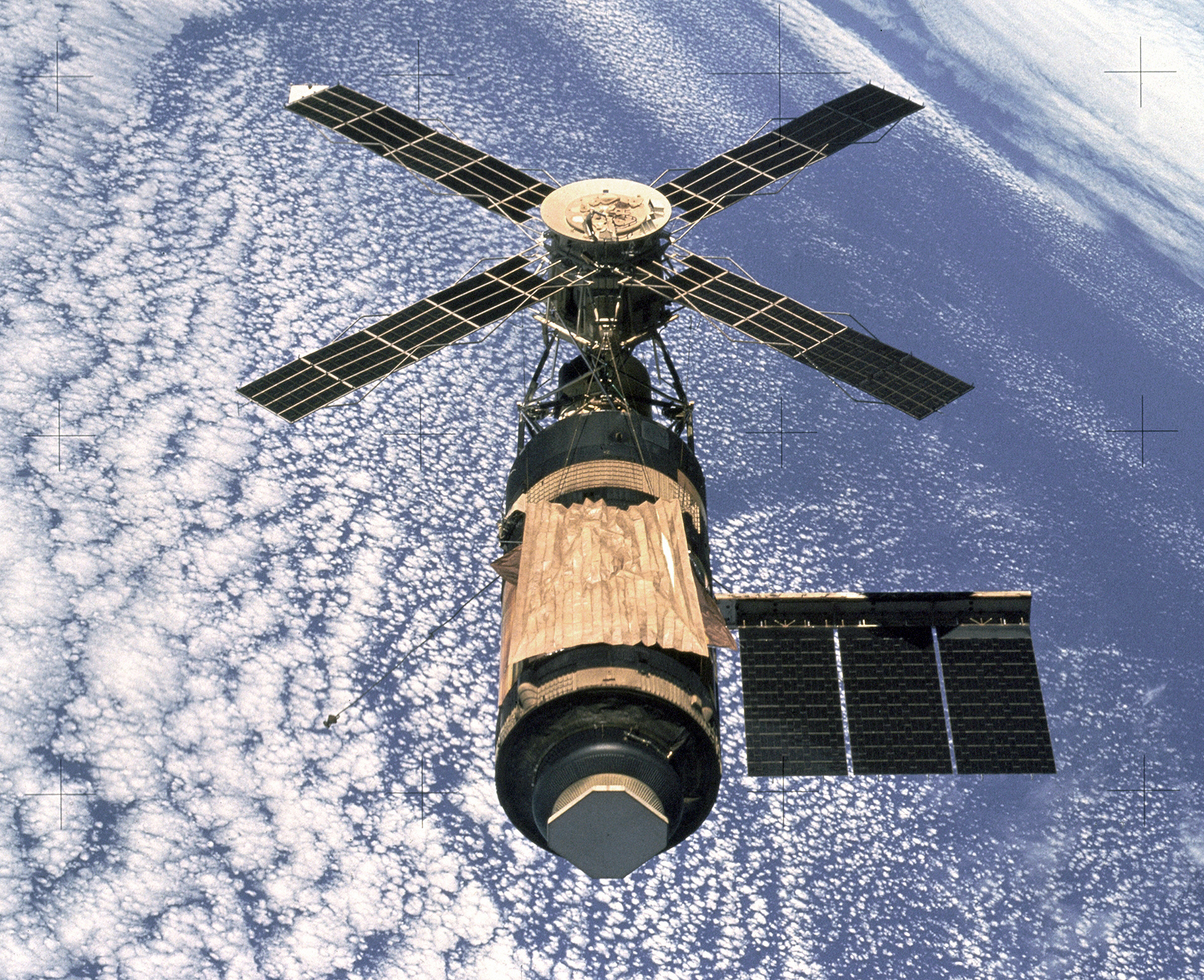
Skylab
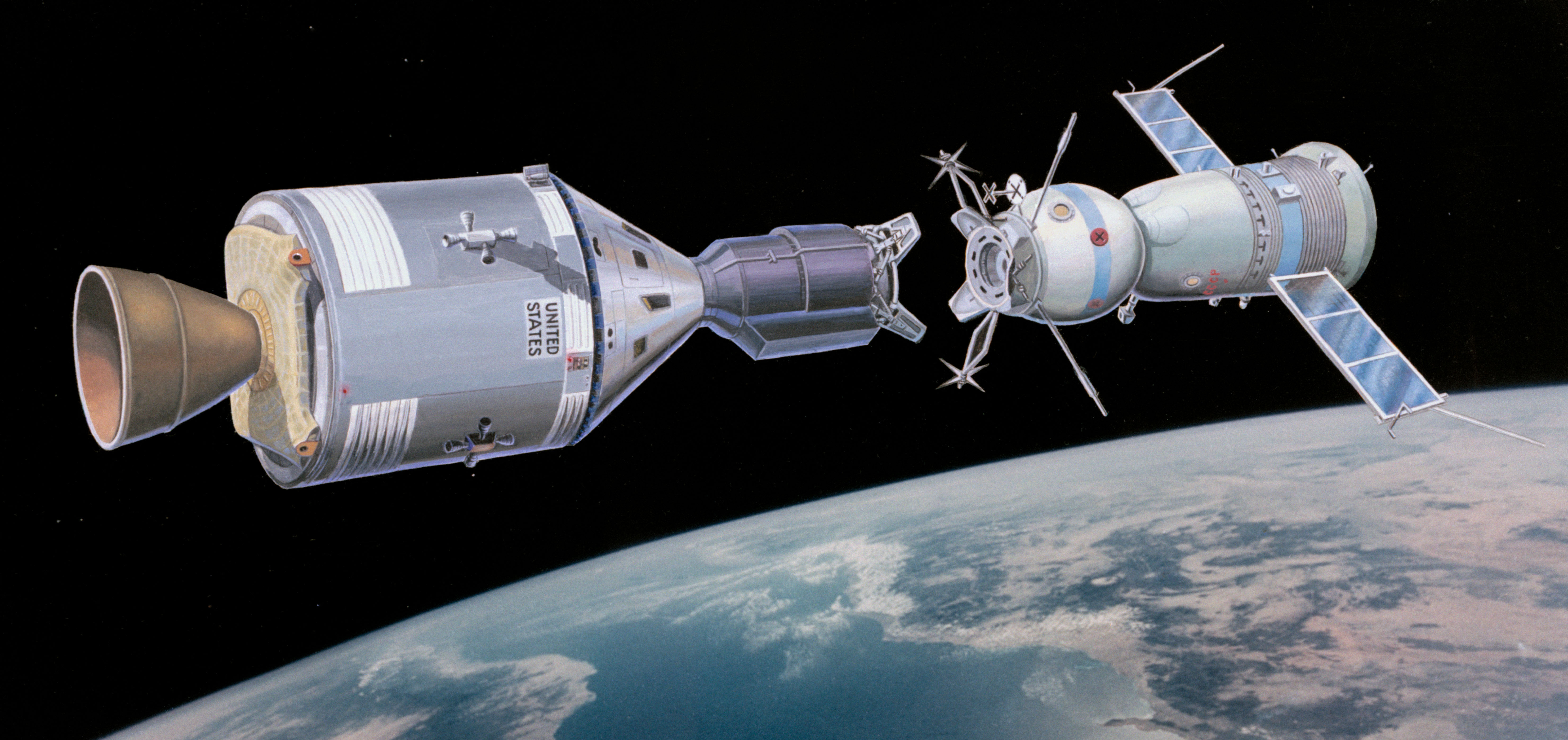
Apollo-Sojuz-testprojektet
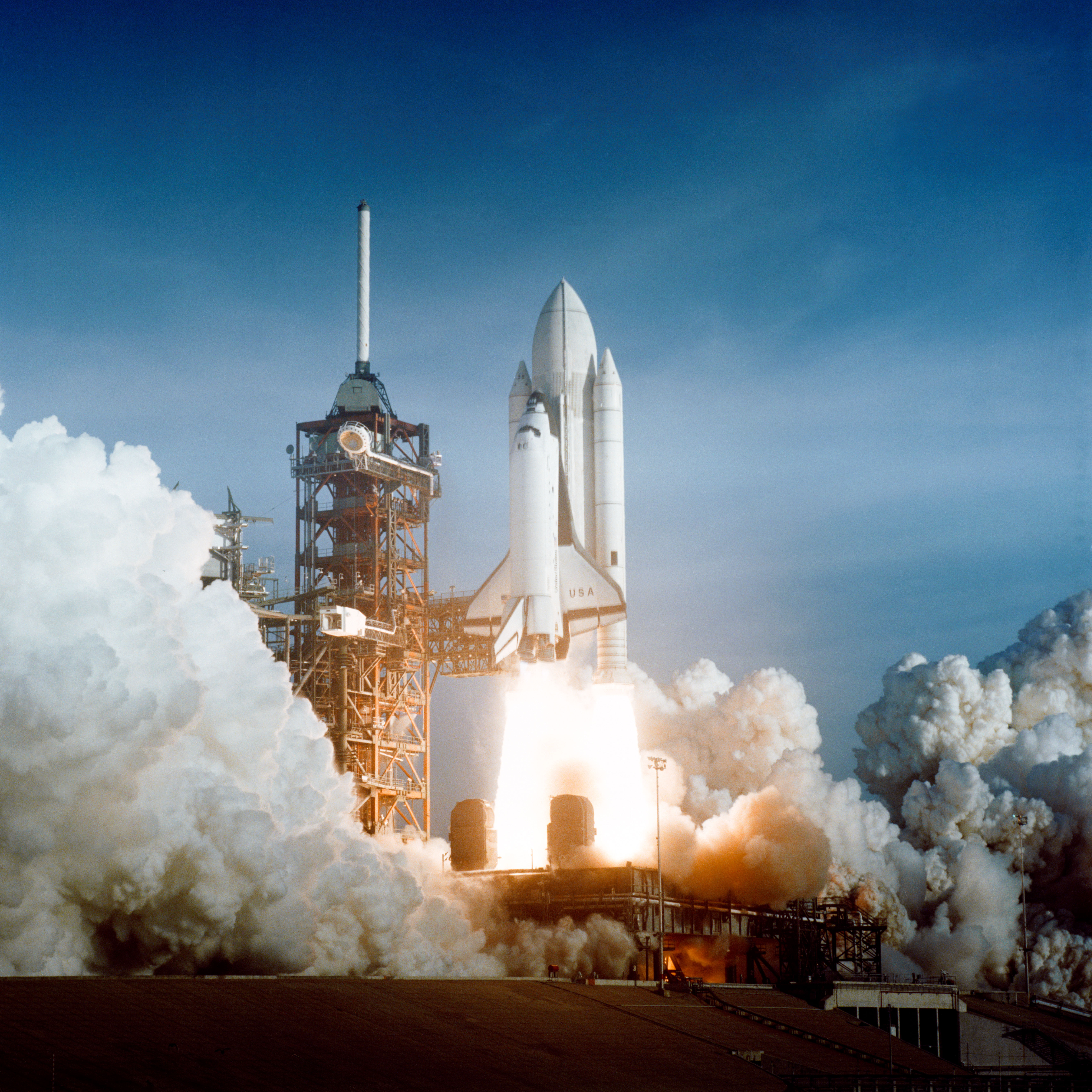
Uppskjutning av rymdfärjan Columbia
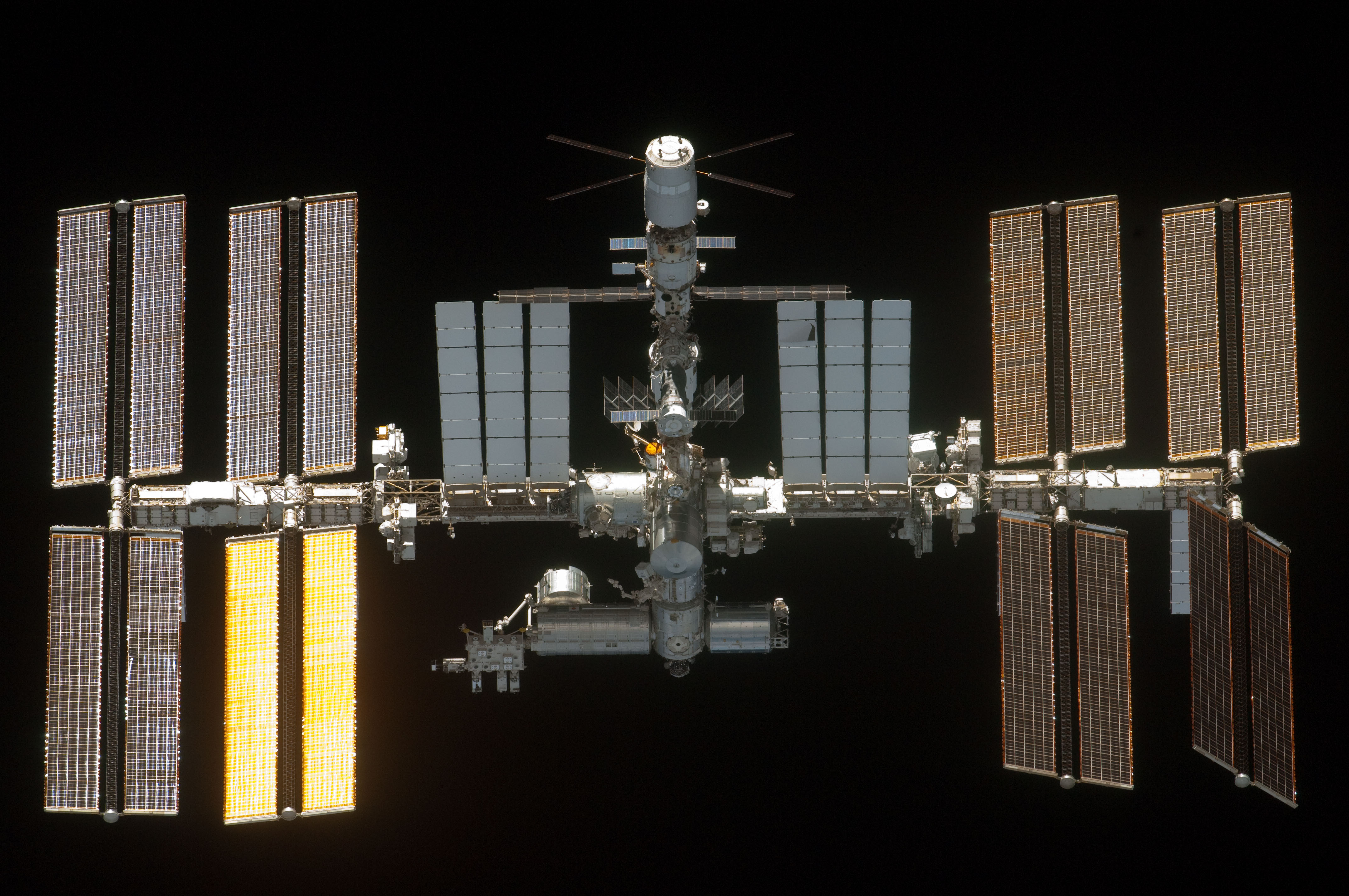
Internationella rymdstationen (ISS)
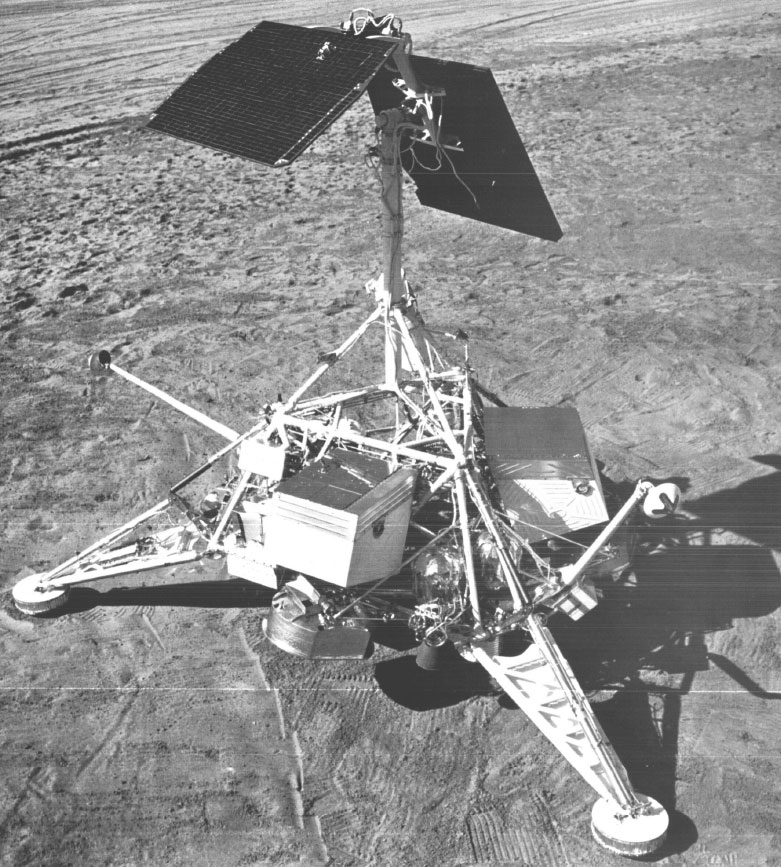
Surveyor
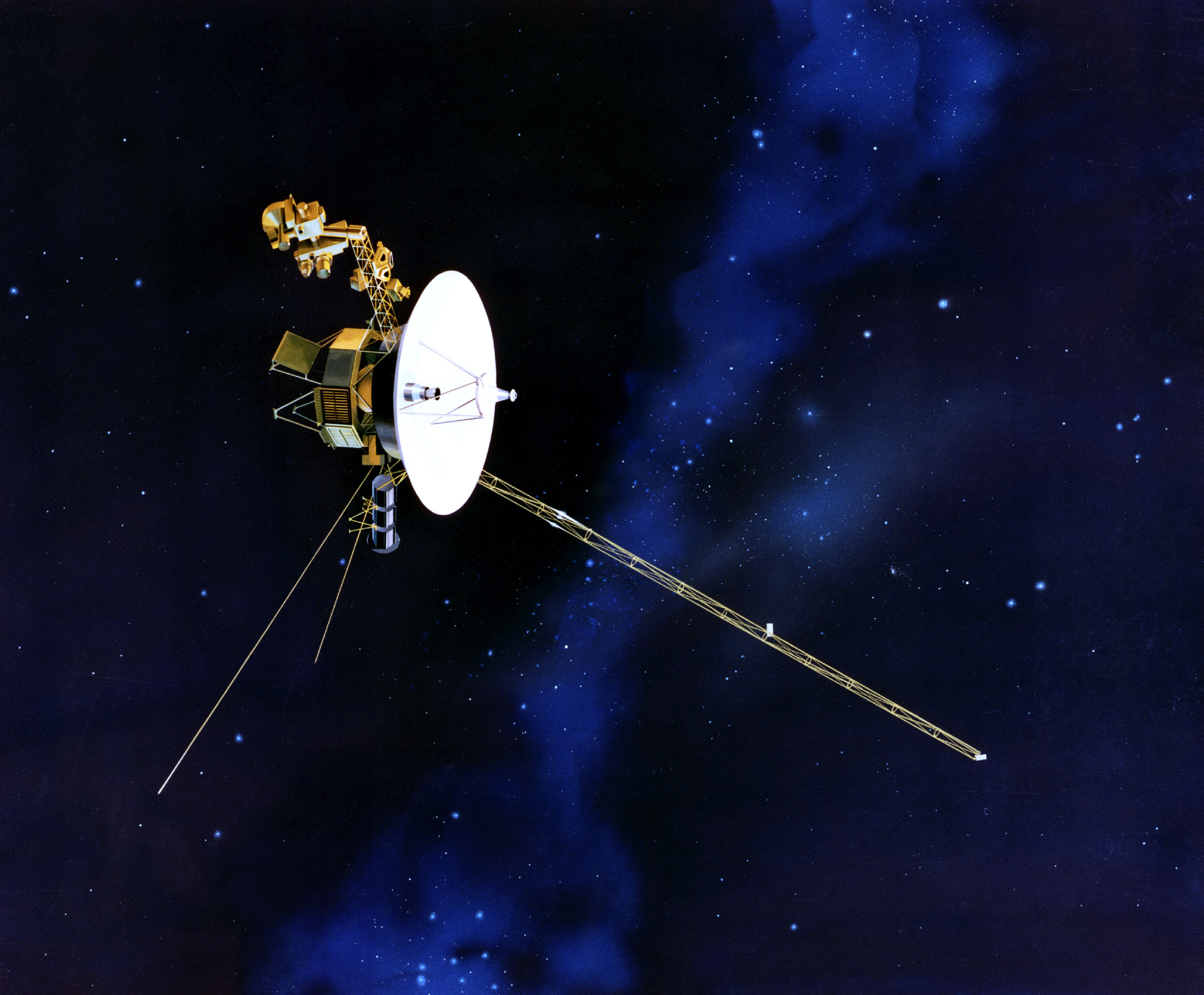
Voyager
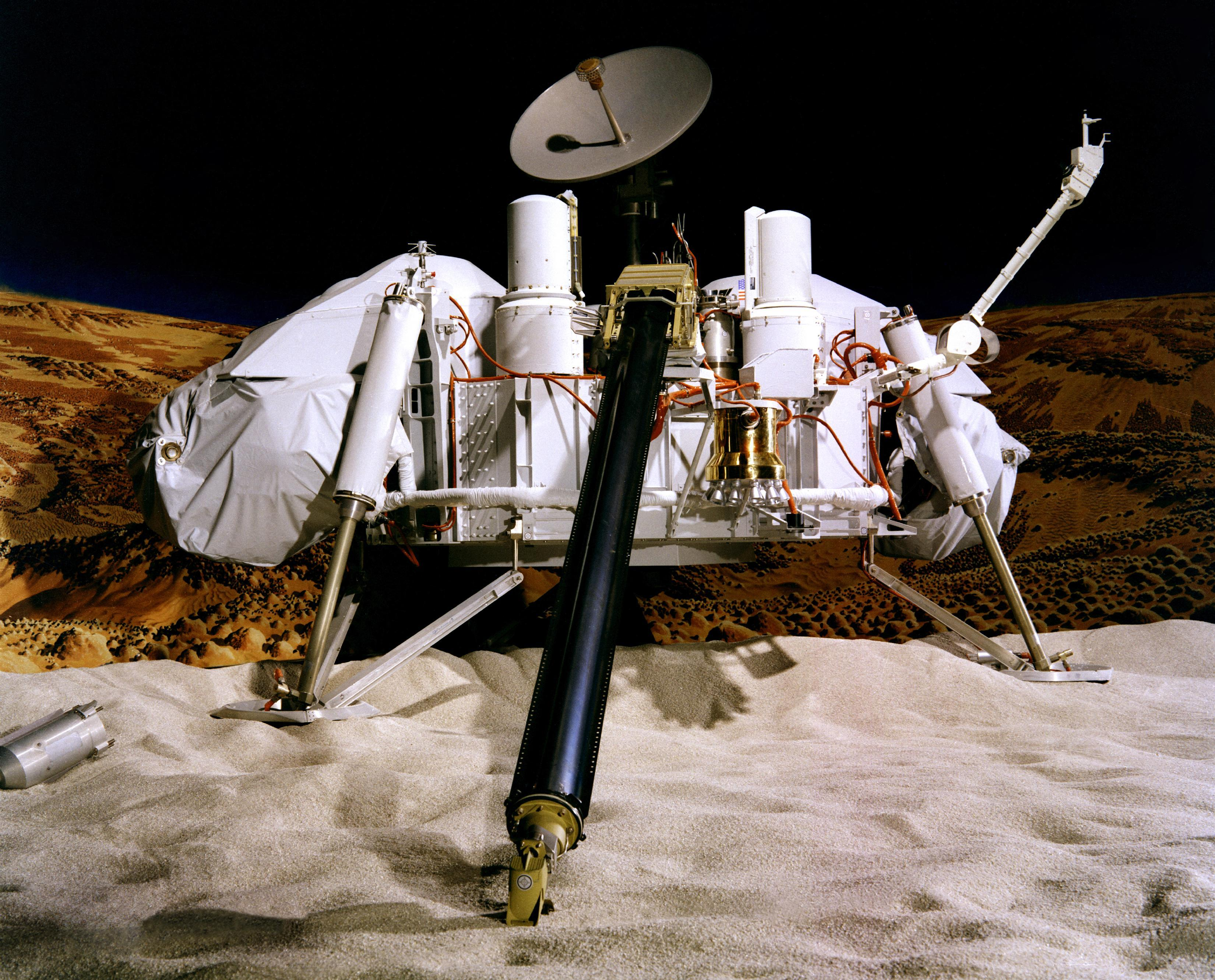
Marslandaren Viking
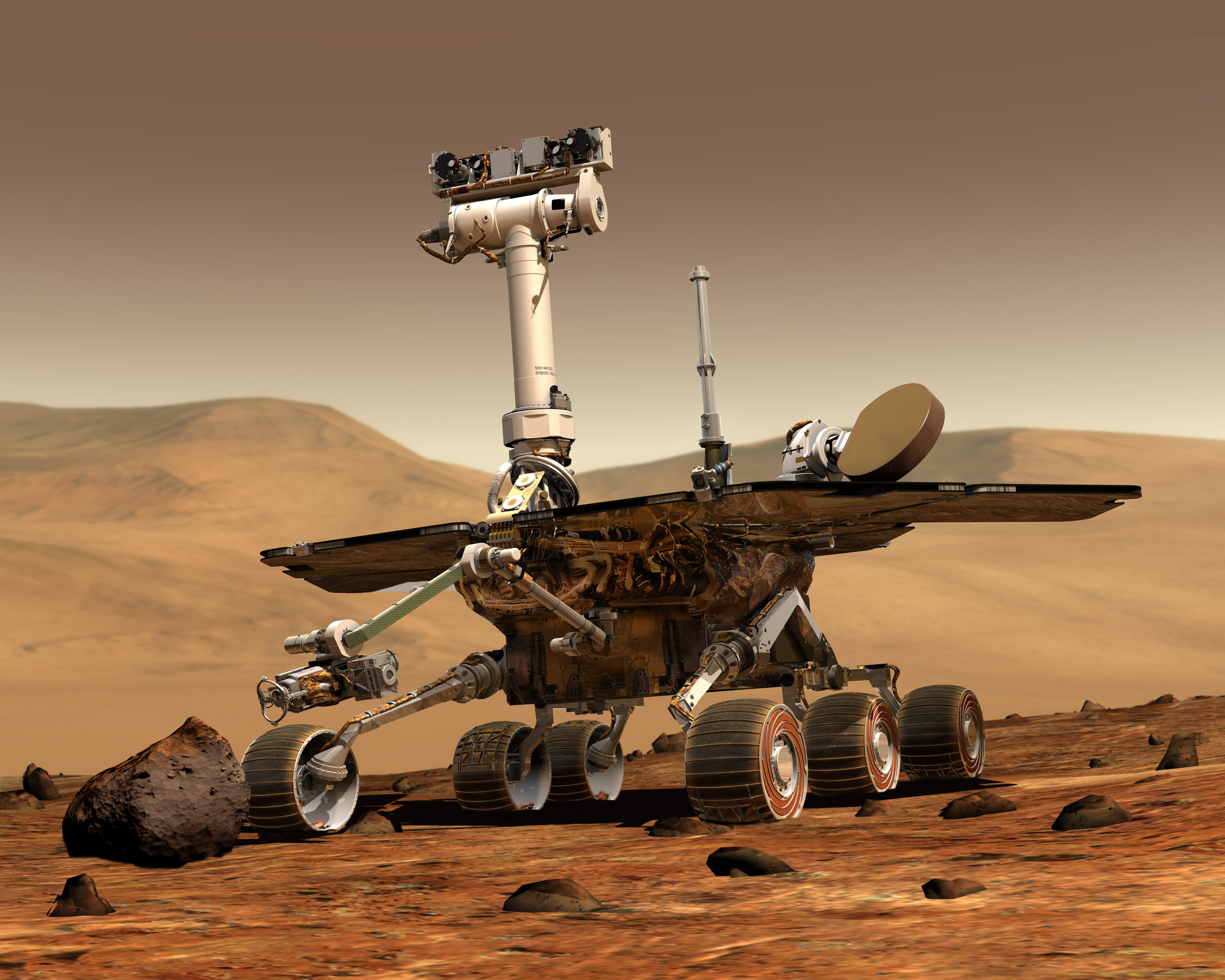
Spirit och Opportunity
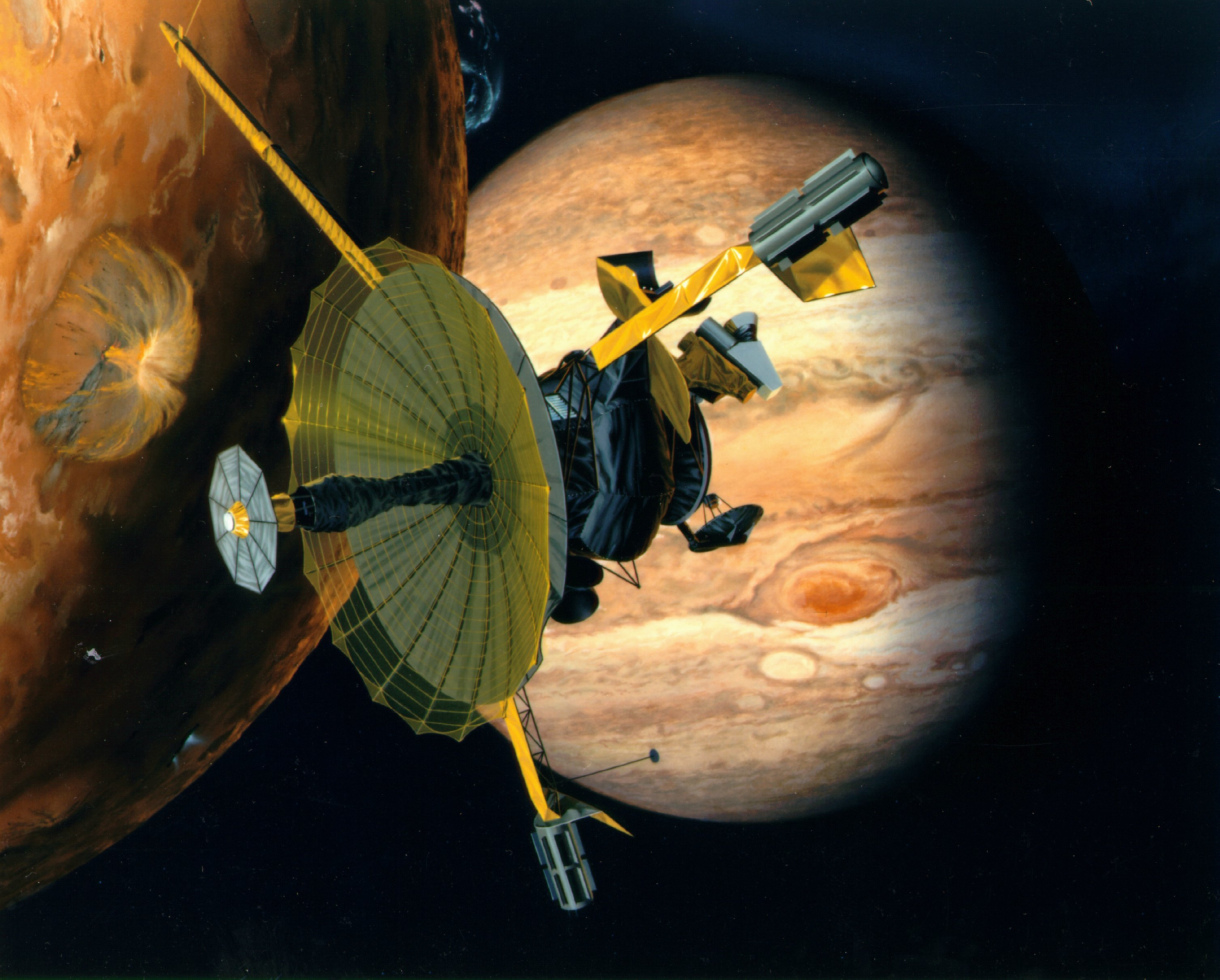
Galileo
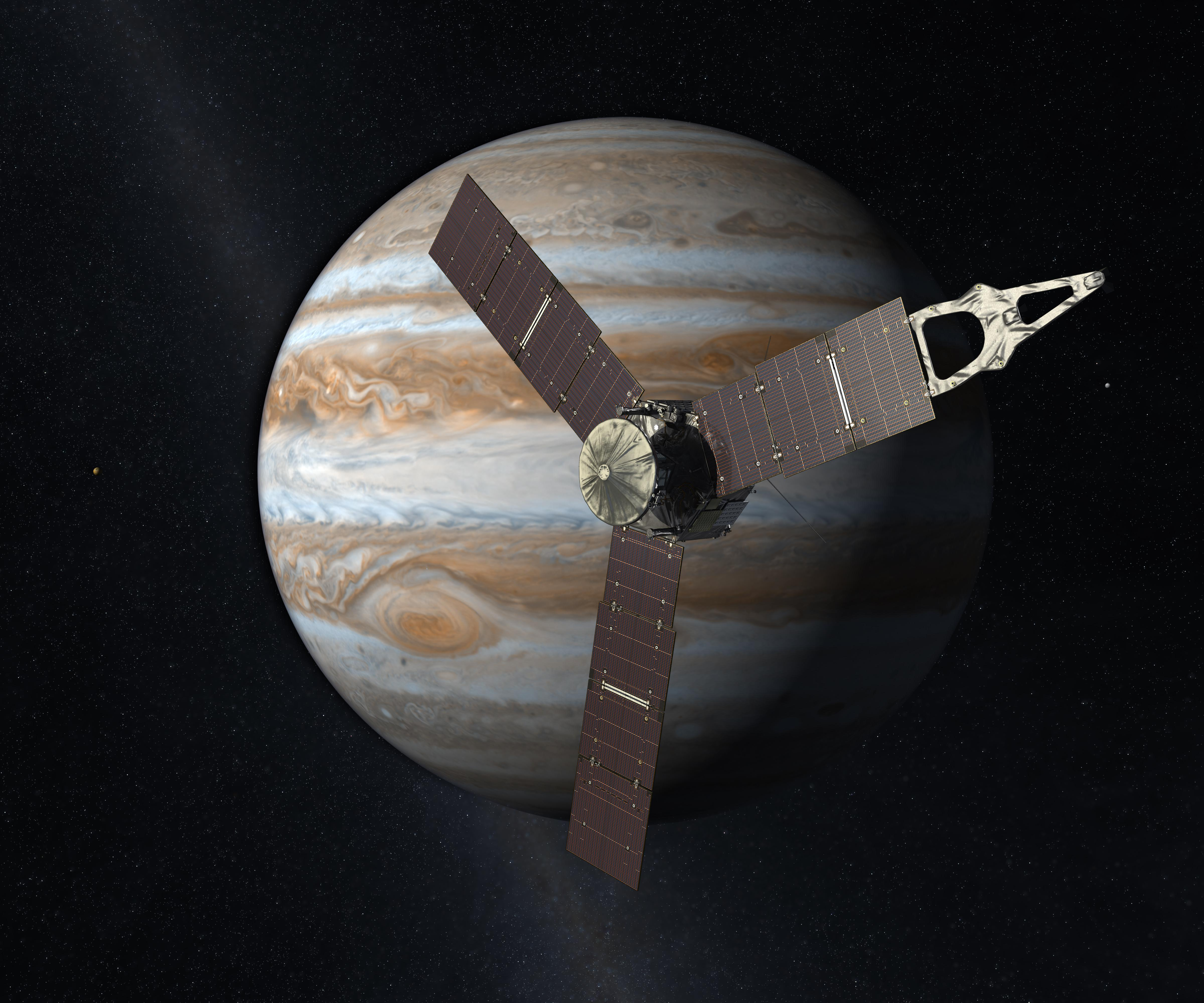
Juno
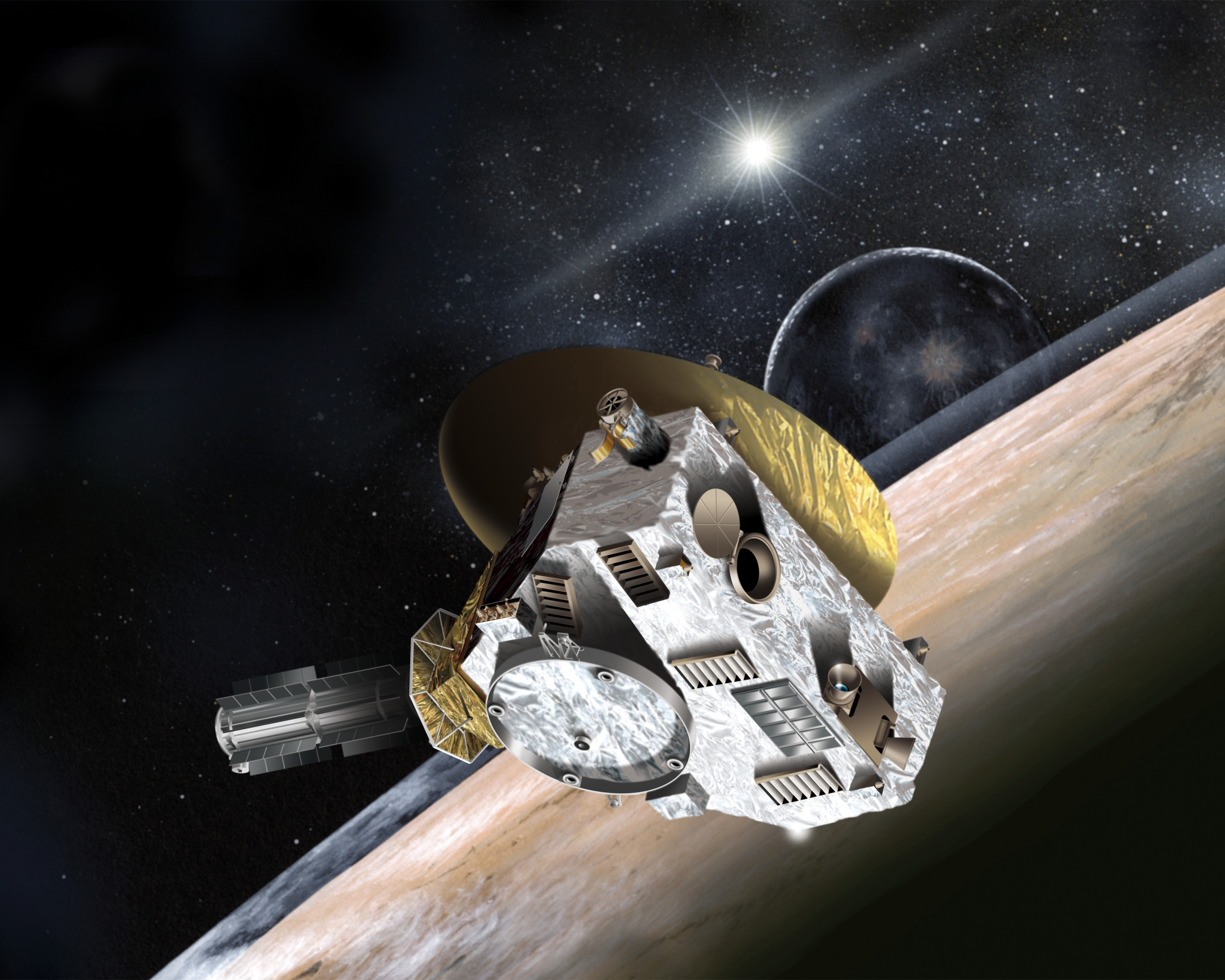
New Horizons
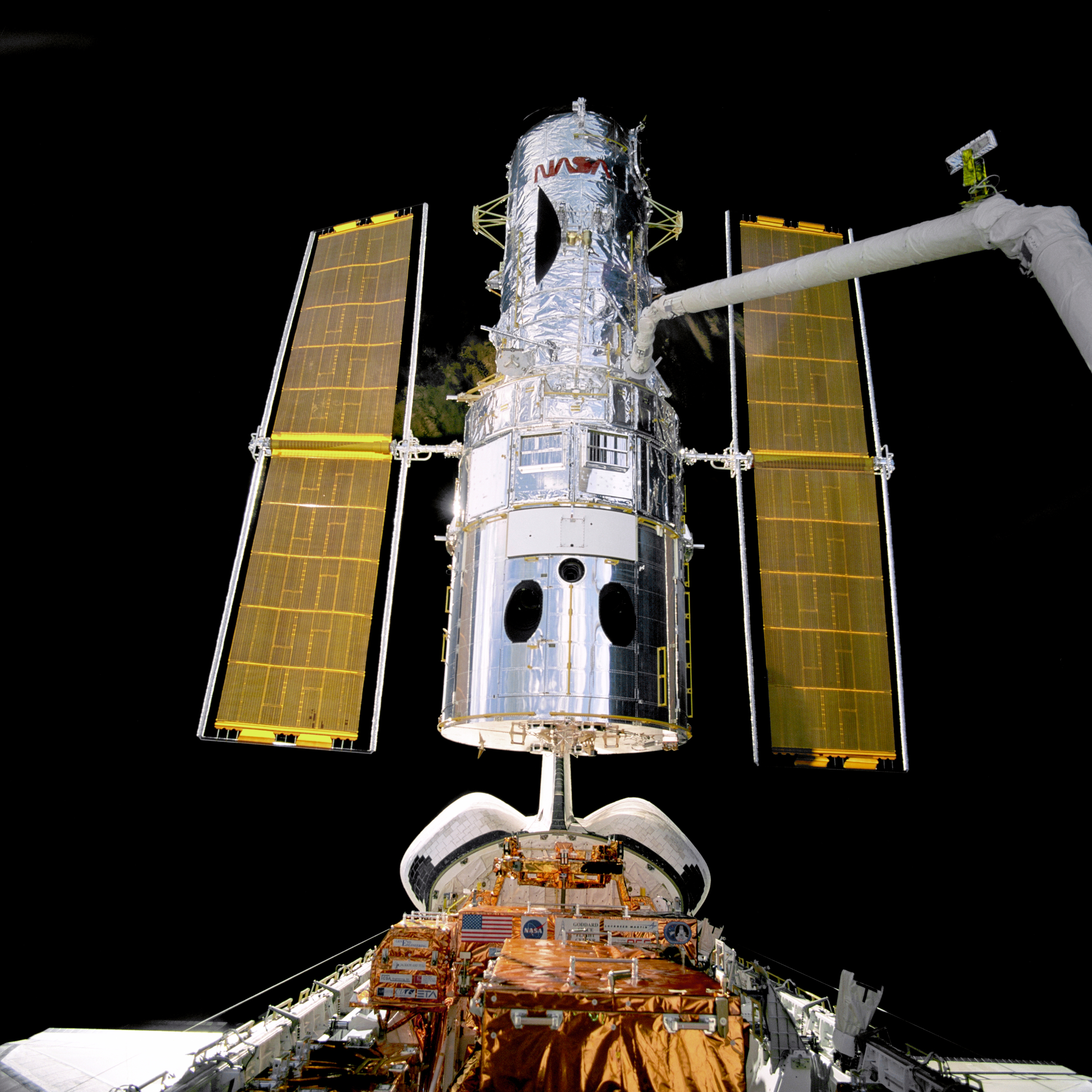
Hubbleteleskopet